# Friedrich Fink (Polizist)

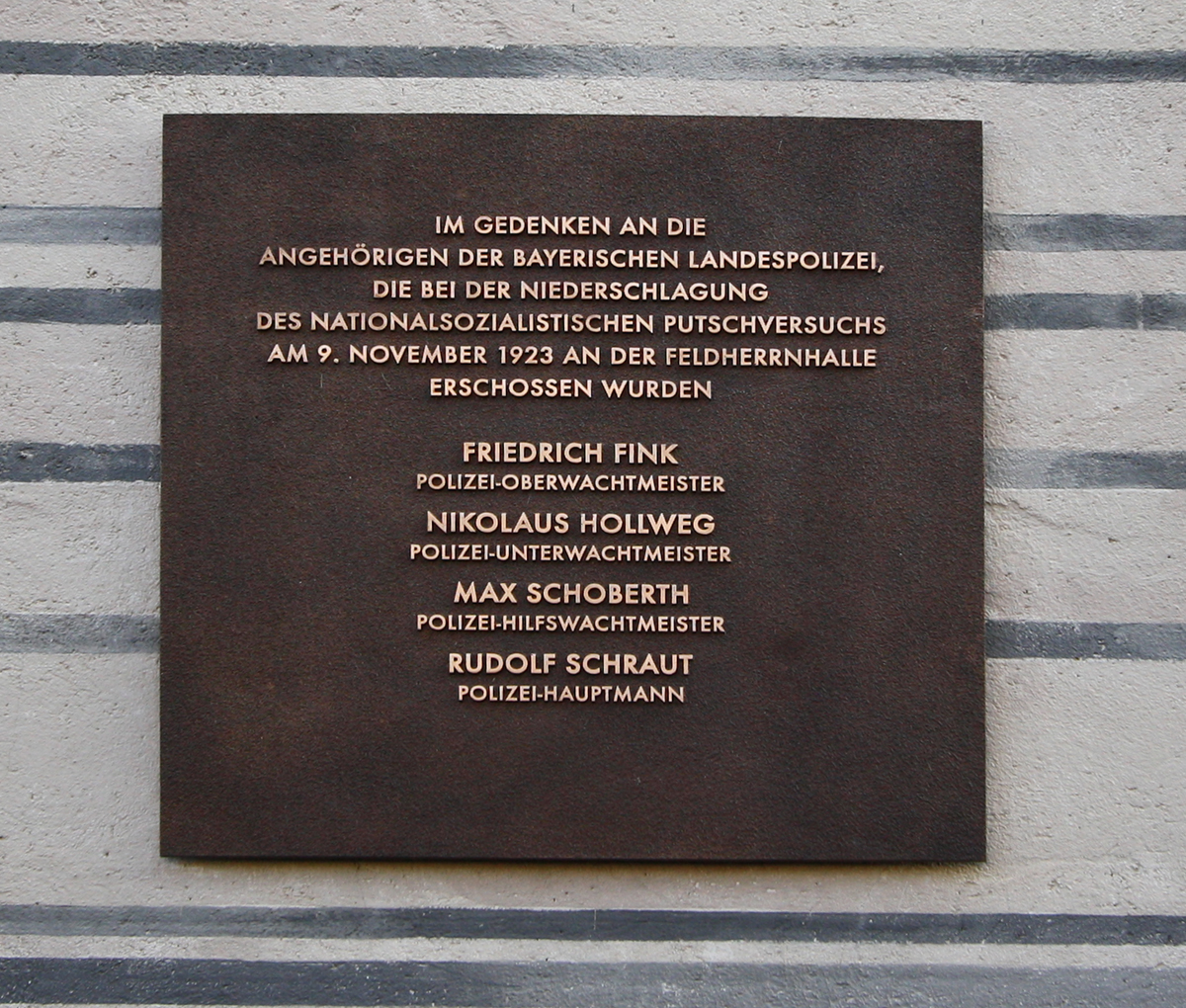
Gedenktafel für die getöteten Polizisten an der Münchner Residenz

Friedrich Fink (* 23. April 1887 in Eschenau bei Erlangen; † 9. November 1923 in München) war ein bayerischer Polizei-Oberwachtmeister in der 2. Polizei-Hundertschaft der Bayerischen Landespolizei. Er wurde vor der Münchner Residenz während des nationalsozialistischen Hitlerputsches beim Schusswechsel mit den Putschisten durch einen Kopfschuss getötet.

## Biographie
Fink diente im Ersten Weltkrieg, wurde 1919 als Offizierstellvertreter aus der Bayerischen Armee entlassen und trat anschließend in die Bayerische Landespolizei ein. Am 8. November 1923 kam es zum Hitlerputsch. Da der Putsch zu scheitern drohte, wollte Hitler am 9. November 1923 mit einem Marsch durch München die Bevölkerung auf seine Seite ziehen. Der Marsch begann am Bürgerbräukeller und hatte das Wehrbereichskommando, das ehemalige Königlich Bayerische Kriegsministerium, in der Ludwigstraße 14 zum Ziel. Dort hielt sich seit dem Vortag Ernst Röhm mit seinen Mitstreitern verschanzt. Die 2. Polizeihundertschaft sollte den Marsch stoppen und so das Vordringen zum Wehrbereichskommando verhindern. Beim Aufeinandertreffen schossen die Putschisten auf die Polizei, die das Feuer erwiderte. Beim Schusswechsel wurden Fink und drei seiner Kameraden tödlich getroffen. Ein Oberleutnant übernahm nach dem Tod des Hundertschaftsführers Rudolf Schraut das Kommando und ordnete eine zweite Salve an. Daraufhin löste sich der Demonstrationszug auf und der Hitlerputsch war beendet.

## Gedenken
Seit 1994 erinnert eine Gedenktafel der Stadt München am Odeonsplatz an ihn und seine drei ums Leben gekommenen Kameraden der Bayerischen Landespolizei. Die Bodenplatte wurde später entfernt und 2010 durch eine Gedenktafel an der Fassade der Münchner Residenz ersetzt.